# Anna de Brémont
Anna Dunphy  de Brémont (1864 – 1922) è stata una scrittrice e poetessa statunitense.

## Biografia
Contessa, di origine sudafricane, grande amica di Lady Wilde e di suo figlio Oscar Wilde, scrittrice dell'epoca vittoriana, descrive, fra le tante sua opere, la vita di Wilde e il rapporto con sua madre. Inoltre è famosa per i suoi lavori sul popolo del Sudafrica.

## Incontro con Oscar Wilde
Wilde uscito di prigione dopo essere stato rinchiuso per atti di sodomia aveva iniziato a frequentare dei vari caffè letterari, ormai non produceva da tempo opere di spessore. In uno di questi caffè incontrò la contessa, ma la donna inizialmente si nascose. La notte non riuscì a dormire e la mattina si svegliò di buon ora scese e percorse per intero gli Champs-Elysées, arrivato ad un molo, prese senza pensare un battello e qui sentì una voce chiamarla era Oscar Wilde che le chiese se fosse sorpresa di vederla. La donna le chiese cosa le premesse di più, il perché non scriveva e lui rispose:
(Oscar Wilde in risposta alla domanda di Anna de Brémont. trad.: Alberto Rossatti)

## Opere
Fra le sue opere più importanti:
- The gentleman digger: a study of Johannesburg life. (Londra, Sampson, Low, 1891)
- The great composers, 1892 (dove parla fra gli altri di Bach— Beethoven— Chopin—  Mozart — Schubert)
- The great singers, 1892
- The great virtuosi, 1892
- The Ragged Edge, Stories of South Africa, Londra -1899
- Oscar wilde and his mother 1911